# Massac (Kentucky)
Massac es un lugar designado por el censo ubicado en el condado de McCracken en el estado estadounidense de Kentucky. En el Censo de 2010 tenía una población de 4505 habitantes y una densidad poblacional de 428,21 personas por km².

## Geografía
Massac se encuentra ubicado en las coordenadas 37°1′56″N 88°41′10″O / 37.03222, -88.68611. Según la Oficina del Censo de los Estados Unidos, Massac tiene una superficie total de 10.52 km², de la cual 10.45 km² corresponden a tierra firme y (0.64%) 0.07 km² es agua.

## Demografía
Según el censo de 2010, había 4505 personas residiendo en Massac. La densidad de población era de 428,21 hab./km². De los 4505 habitantes, Massac estaba compuesto por el 91.1% blancos, el 4.77% eran afroamericanos, el 0.09% eran amerindios, el 1.22% eran asiáticos, el 0% eran isleños del Pacífico, el 1% eran de otras razas y el 1.82% pertenecían a dos o más razas. Del total de la población el 2.4% eran hispanos o latinos de cualquier raza.